# Battaglia di Tanga
La battaglia di Tanga (a volte chiamata battaglia delle api) fu uno dei primi scontri in Africa Orientale Tedesca durante la prima guerra mondiale. Svoltasi tra il 2 ed il 5 novembre 1914, rappresentò il primo tentativo inglese di occupare la colonia tedesca, che si concluse con una completa disfatta per le truppe britanniche.

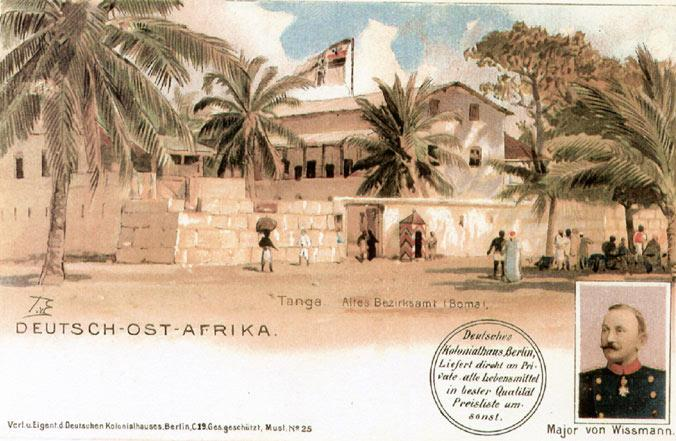
Una cartolina di Tanga del 1914

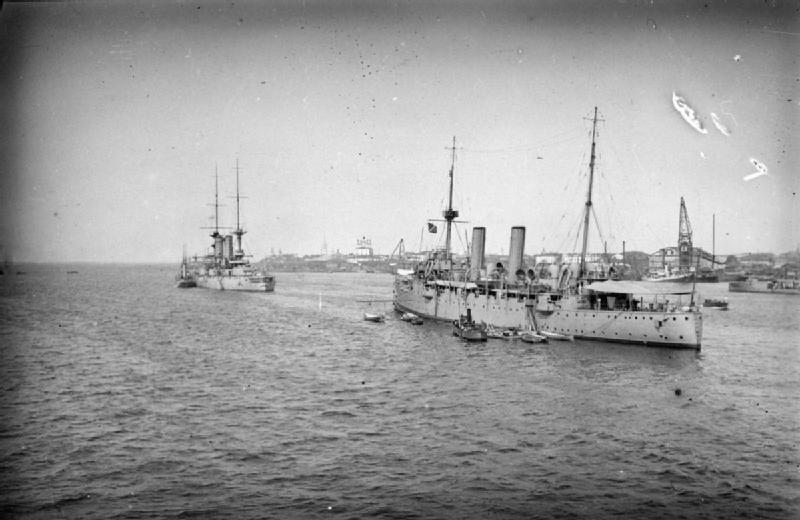
La HMS Fox sulla sinistra.

## Il piano
Quando scoppiò la guerra, il console tedesco, dottor Heinrich Schnee, sapendo che la colonia sarebbe rimasta isolata, concluse un accordo con gli inglesi per risparmiare alla città di Tanga bombardamenti navali. Successivamente, gli inglesi decisero di cancellare l'accordo ed incaricarono il maggior generale Arthur Aitken di occupare il territorio.
Il piano per la conquista dell'Africa Orientale Tedesca fu delineato durante una conferenza a Mombasa. Tale piano prevedeva l'utilizzo di una doppia forza di invasione, che avrebbe dovuto impegnare le scarse forze tedesche su due fronti. Complessivamente, era previsto l'impiego di circa 12 000 soldati in due Indian Expeditionary Forces, contro un totale di 216 tedeschi e 2 540 nativi.
- Indian Expeditionary Force B: avrebbe dovuto occupare la città portuale di Tanga tramite un attacco anfibio. Tanga, situata a soli 80 km dal confine con l'Africa Orientale Britannica (l'attuale Kenya), oltre ad essere un porto, era anche l'importante terminale ferroviario della Usambara Railway, che collegava la città a Neu Moshi, ai piedi del Kilimangiaro. In pratica, si trattava della chiave per il possesso della colonia. Questa operazione sarebbe stata condotta dallo stesso Aitken.
- Indian Expeditionary Force C: avrebbe dovuto penetrare nella colonia tedesca attraverso il villaggio di Longido, sulla strada per il monte Kilimangiaro.

Il piano per occupare Tanga inizialmente prevedeva un bombardamento navale della città, ma poi si decise di rinunciarvi. La città sarebbe stata occupata tramite uno sbarco anfibio.

## Gli schieramenti
Il generale Aitken aveva sotto il suo comando la Indian Expeditionary Force B. Questa era composta da due brigate, la 27° (Bangalore) Brigade e la Imperial service Brigade, per un totale di circa 8 000 soldati. A queste occorre aggiungere le navi della forza di spedizione, alla cui testa vi era il vecchio incrociatore HMS Fox. Il comandante inglese non teneva in grande considerazione le truppe tedesche del settore, ed era convinto che si sarebbero arrese al primo segno di una presenza militare britannica. Infatti, le unità che componevano il corpo di spedizione provenivano dalla riserva, ed erano di livello mediocre: oltre ad essere scarsamente addestrate e spesso mal comandate, alcune unità non erano molto pratiche nell'utilizzo delle armi individuali in dotazione, avendo da poco ricevuto i moderni Lee Enfield. Inoltre, vi era anche un problema linguistico, visto che i soldati provenivano da parti diverse dell'India e parlavano lingue diverse.
I tedeschi, comandati dal tenente colonnello Paul Emil von Lettow-Vorbeck, potevano contare inizialmente solo su una compagnia di ascari, il cui numero sarebbe poi salito a sei identiche unità durante i combattimenti. Il totale delle forze tedesche, comunque, non superò mai i 1 000 soldati.

## Operazioni preliminari
Il giorno 2 novembre il convoglio di quattordici navi da trasporto, guidate dall'incrociatore HMS Fox, giunse nella rada antistante la città. Il capitano della nave inglese, comandante F.W. Caulfield, scese a terra e concesse un'ora di tempo alla città per arrendersi ed ammainare la bandiera imperiale. Prima di reimbarcarsi, chiese se il porto fosse minato. Non lo era, ma i tedeschi risposero comunque affermativamente. Dopo tre ore di attesa, visto che la bandiera imperiale tedesca rimaneva ancora issata, l'incrociatore riprese il largo. Questo intervallo di tempo diede modo ai tedeschi di organizzare le difese. Infatti, al momento dell'arrivo degli inglesi, a Tanga vi era una sola compagnia di ascari. Il comandante tedesco von Lettow-Vorbeck, avvertito della situazione, iniziò a far affluire rinforzi tramite la ferrovia.

## La battaglia
Il capitano Caulfield iniziò il dragaggio delle mine del porto lo stesso due novembre, intervento che proseguì anche il giorno successivo. Nel frattempo, il generale Aitken, senza attendere la fine delle operazioni, decise di far sbarcare le sue truppe a due miglia a sud della città. Lo sbarco ebbe luogo il 3 novembre, senza incontrare alcuna resistenza. Lo stesso giorno, il generale ordinò alla colonna di marciare sulla città, senza aver prima effettuato alcuna ricognizione. Tuttavia, le truppe indiane furono respinte dal fuoco degli ascari tedeschi, decisamente inferiori di numero. Il pomeriggio, gli inglesi tentarono un altro attacco, che si risolse in una serie di schermaglie contro la linea difensiva approntata dai tedeschi nella giungla. Tuttavia, gli spari disturbarono alcuni sciami di api, che, inferocite, si gettarono sui militari impegnati nella battaglia prendendo di mira particolarmente gli inglesi. Comunque, le api misero fuori combattimento anche gli inservienti di due mitragliatrici tedesche.
Nonostante un'inferiorità numerica di otto ad uno, Lettow-Vorbeck lanciò le sue truppe all'assalto, che respinsero i demoralizzati reparti indiani presso il punto di sbarco.

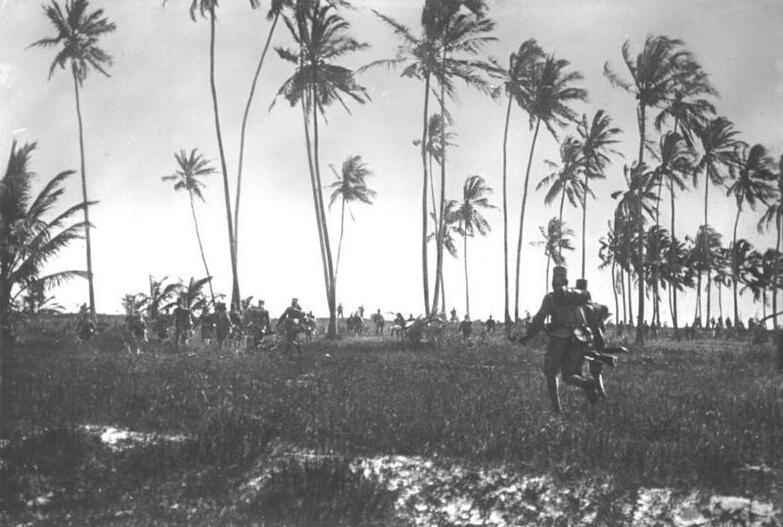
Tanga nel 1914

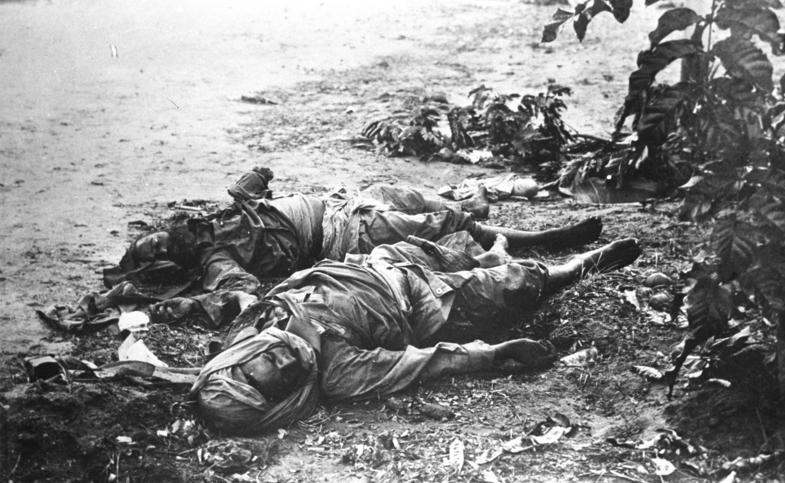
Soldati indiani delle forze britanniche morti sulla spiaggia di Tanga

## Epilogo
Il generale Aitken ordinò la ritirata generale. Nella fretta di reimbarcare le truppe, vennero lasciati sul posto enormi quantità di rifornimenti (fucili, telefoni da campo, mitragliatrici, vestiti e qualcosa come 600 000 proiettili), che sarebbero stati sufficienti ai tedeschi per un anno. La mattina del 5 novembre, l'ufficiale di intelligence Richard Meinertzhagen entrò a Tanga recando con sé una lettera dello stesso generale, con la quale si scusava per il bombardamento dell'ospedale.